# Cristóbal Ramos
Cristóbal Ramos (Sevilla, 25 de julio de 1725-ibídem, 11 de agosto de 1799) fue un escultor español.

## Familia
Su padre fue el escultor Juan Isidoro Ramos, natural de Sevilla, que estaba emparentado con los marqueses de Villamarín. Era de profesión escultor. Se sabe que fabricó, junto con Juan Moreno, los adornos de barro vidriado de la fachada de la capilla sacramental de la Iglesia de Santa Catalina. También se sabe que hacia 1762 tenía su taller en la calle Carpio, collación de San Miguel, junto con su hijo. Su madre fue Beatriz Victorina Tello, natural de Cazalla de la Sierra. Era hija de Juan Tello y de María de Aranda, ambos apellidos ilustres de la Sevilla del siglo XVIII. Contrajeron matrimonio en la Iglesia del Salvador sevillana el 26 de septiembre de 1723.
Cristóbal Ramos, nacido en 1725, fue su segundogénito. A este le precedió su hermano Francisco Antonio Pantaleón, y luego le siguieron otros vástagos: Juan Antonio José en 1727, Pedro Antonio Ruperto en 1728 y Antonio Alonso Julián en 1733. Este último tuvo, a su vez, un hijo escultor Cesareo Ramos, que también realizó imágenes para las hermandades de Sevilla.
El matrimonio tuvo su primera vivienda en la calle de la Caza Chica (hoy Luchana), pero en 1725 se mudaron al entorno de la plaza de la Alfalfa. En esta casa fue donde nació Cristóbal Ramos.

## Biografía

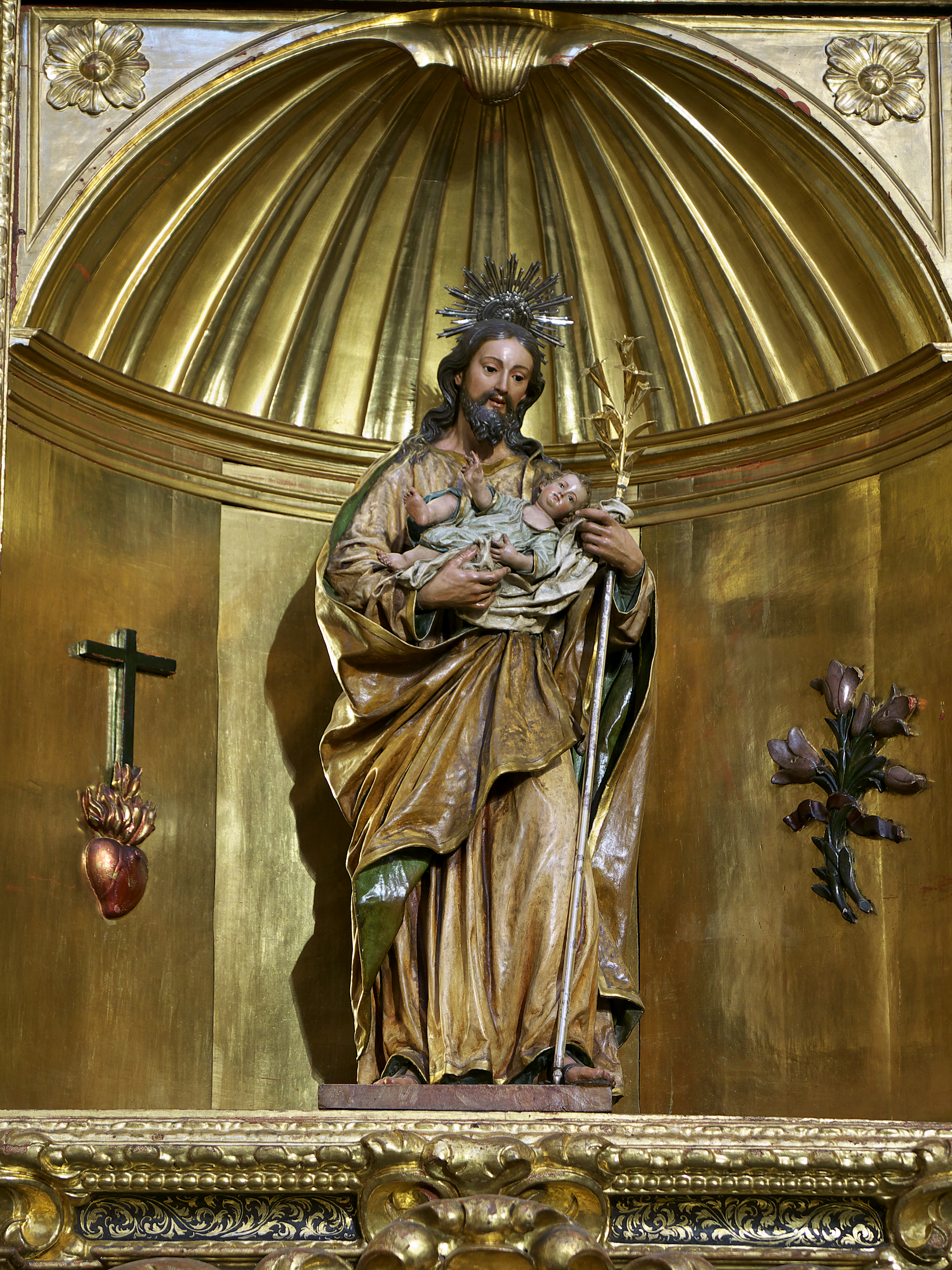
San José. Iglesia del Hospital de la Caridad. Sevilla.

Cristóbal Ramos nació el 25 de julio de 1725 y fue bautizado el 2 de agosto en la Iglesia de San Isidoro. Durante los primeros cinco años, vivió en el entorno de la plaza de la Alfalfa, pero en 1730 su familia se trasladó a una casa de la calle Cerrajería, en la collación del Salvador. En 1750 la familia se trasladó a una vivienda distinta, más asequible, pero en la misma calle.
Su madre falleció en 1758 y su hermano Pedro algunos años antes.
Su padre se casó en segundas nupcias con Manuela Gómez, en 1760. Ese año la familia se trasladó a la collación de San Miguel.
Cristóbal Ramos, su padre Juan Isidoro y su hermano Antonio decidieron montar un teatro de la ópera. Para ello, obtuvieron licencia del asistente de Sevilla. Diego Alejandro de Borja les prestó 25000 reales, cantidad que ellos le irían devolviendo diariamente con lo que sacasen de las representaciones. Además se comprometieron a entregar en forma de limosna 4 maravedíes para el culto de un rosario por cada persona que acudiera. Para empezar con el proyecto, Juan Isidoro alquiló un solar el 1 de agosto de 1760 por un plazo de 10 años en la calle Carpio. El 9 de enero Juan Isidoro solicitó ser miembro de la Cofradía de Comediantes de la Virgen de la Novena de Madrid. El 22 de enero de 1761 se representó una ópera bufa con una compañía italiana. La Iglesia católica y, en ocasiones, el cabildo de la ciudad, consideraban las representaciones operísticas algo obsceno. En abril de 1761 el padre volvió a pedir que le admitiesen en la Cofradía de los Comediantes y demandó que le diesen licencia para ejecutar representaciones de muñecos y música, menos polémicas que las representaciones de actores. Finalmente, el negocio no resultó y la familia se arruinó en 1762.
En 1766 la familia volvió a mudarse, esta vez a una casa en la calle San Acacio (actualmente Pedro Caravaca).
En 1775 se celebró la primera junta de directores de la Real Escuela de las Tres Nobles Artes. Entonces Cristóbal Ramos era teniente de escultura y Blas Molner el director de dicha sección. Blas Molner destacó en la talla y Cristóbal Ramos trabajó con gran prestigio el modelado en barro y las telas encoladas.
El 13 de noviembre de 1776 se hizo hermano de la Hermandad del Santísimo Sacramento y Ánimas Benditas de la Iglesia de San Martín. En 1777 formó parte de la junta de gobierno de esta hermandad como diputado de cuentas.
El 27 de julio de 1777 Cristóbal Ramos contrajo matrimonio con Juana Arenas en la Iglesia de San Martín. Juana Arenas, natural de Utrera, era viuda, y en el matrimonio anterior había tenido una hija con una enfermedad mental.
En 1787 murió su padre, quedando Cristóbal al frente de la casa.
En 1799 Cristóbal Ramos se trasladó a una casa en la calle Bolsa de Hierro. El escultor Juan de Astorga, que fue alumno de escultura de la Real Escuela de las Tres Nobles Artes, vivió en la misma casa que Cristóbal en la calle San Acacio y en la calle Bolsa de Hierro, probablemente porque al suspenderse las clases de la Escuela entre 1795 y 1803 decidió mudarse a casa de su maestro para continuar con su aprendizaje.
Modeló principalmente en barro, aunque algunas de sus obras son tallas en madera. Combinó las tradiciones del barroco con el rococó y las recientemente aparecidas tendencias academicistas. Fue uno de los principales representantes de la Escuela sevillana de escultura en el siglo XVIII.

## Obra
- 1748. Escultura del canónigo Francisco Domingo del Río Soto y Torres. Iglesia de San Mateo. Jerez de la Frontera.[17]
- 1750. Virgen de los Dolores. Hermandad del Cachorro. Basílica del Santísimo Cristo de la Expiración. Sevilla.[18]
- 1752. Virgen de la Concepción. Colección particular.[18]
- Probablemente 1752. San Juan Evangelista. Hermandad del Silencio. Iglesia de San Antonio Abad. Sevilla.[19]
- 1764. Virgen del Mayor Dolor. Convento de los Capuchinos. Sevilla. [18]
- 1760-1770. San Basilio, San Lorenzo, San José, San Pedro, Santo Domingo y Santa Catalina de Alejandría. Iglesia de Omnium Sanctorum. Sevilla.[20]
- 1770. Escultura de Gaspar Melchor de Jovellanos. Museo Nacional de Artes Decorativas de Madrid.[21]
- 1770-1780. Nuestra Señora de los Dolores. Hermandad de la Vera+Cruz (Benacazón). Benacazón.[22]
- 1772. Virgen de las Aguas. Hermandad del Museo. Capilla del Museo. Sevilla.[18]
- 1773. Virgen del Carmen. Iglesia de Santa María de la Estrella (Coria del Río). Coria del Río.[22]
- 1774. San Cayetano. Iglesia de Santa Catalina. Sevilla.[18]
- Hacia 1776. Retablo de Ánimas. Iglesia de San Andrés. Desaparecido.[18]
- 1776-1777. Retablo de Ánimas. Iglesia de San Martín. Sevilla. Desaparecido.[23]
- Crucifijo. Hermandad de la Carretería. Sevilla. Obra documentada. Desaparecida o no llegó a realizarse.[23]
- 1780. Virgen del Carmen. Iglesia del Santo Ángel. Sevilla.[23]
- 1780-1786. Virgen del Rosario, Retablo de Ánimas y San Nicolás de Bari. Iglesia de Santa Ana. Algodonales.[23]
- 1781-1783. Nacimiento, Inmaculada y San José. Oratorio de San Felipe Neri. Sevilla.[23]
- 1781-1783. San José. Iglesia de San Alberto. Sevilla.[23]
- 1781-1783. San José. Iglesia de San Lorenzo. Sevilla.[23]
- 1782. San José. Hospital de la Caridad. Sevilla.[23]
- 1785. San José y San Joaquín. Iglesia de San Vicente. Sevilla.[23]
- 1787. Virgen del Rosario. Hermandad de Montserrat. Capilla de Montserrat. Sevilla.[24]
- 1791. Retablo de Ánimas. Iglesia de San Miguel. Desaparecido.[23]
- 1793. San Joaquín, Santa Ana y San José. Capilla de la Estrella de la Catedral de Sevilla. San José está desaparecido.[23]
- 1794. Virgen del Rosario. Capilla de la Real Maestranza de Caballería de Sevilla.[25]
- 1794. Virgen de Regina. Convento de Regina Angelorum. Sevilla.[26]
- 1796. Decoración escultórica para las Casas Capitulares de Sevilla. Desaparecida.[26]
- 1797. Divina Pastora. Convento de los Capuchinos. Desaparecida.[26]
- 1797. Niño Buen Pastor. Convento de los Capuchinos.[22]
- 1797. San Joaquín, Santa Ana y la Virgen. Convento de los Capuchinos. Sevilla.[18][22]
- 1797. Divina Pastora. Iglesia de la Inmaculada. Galaroza.[26]
- 1797. Virgen del Rosario. Capilla de Nuestra Señora del Rosario (San Juan de Aznalfarache). San Juan de Aznalfarache.[22]
- 1798. Nacimiento y Virgen Dolorosa. Escuela de Cristo. Sevilla.[26]
- 1775-1799. Religioso. Museo de Huelva.[26]

### Obras de segura atribución sin fecha conocida

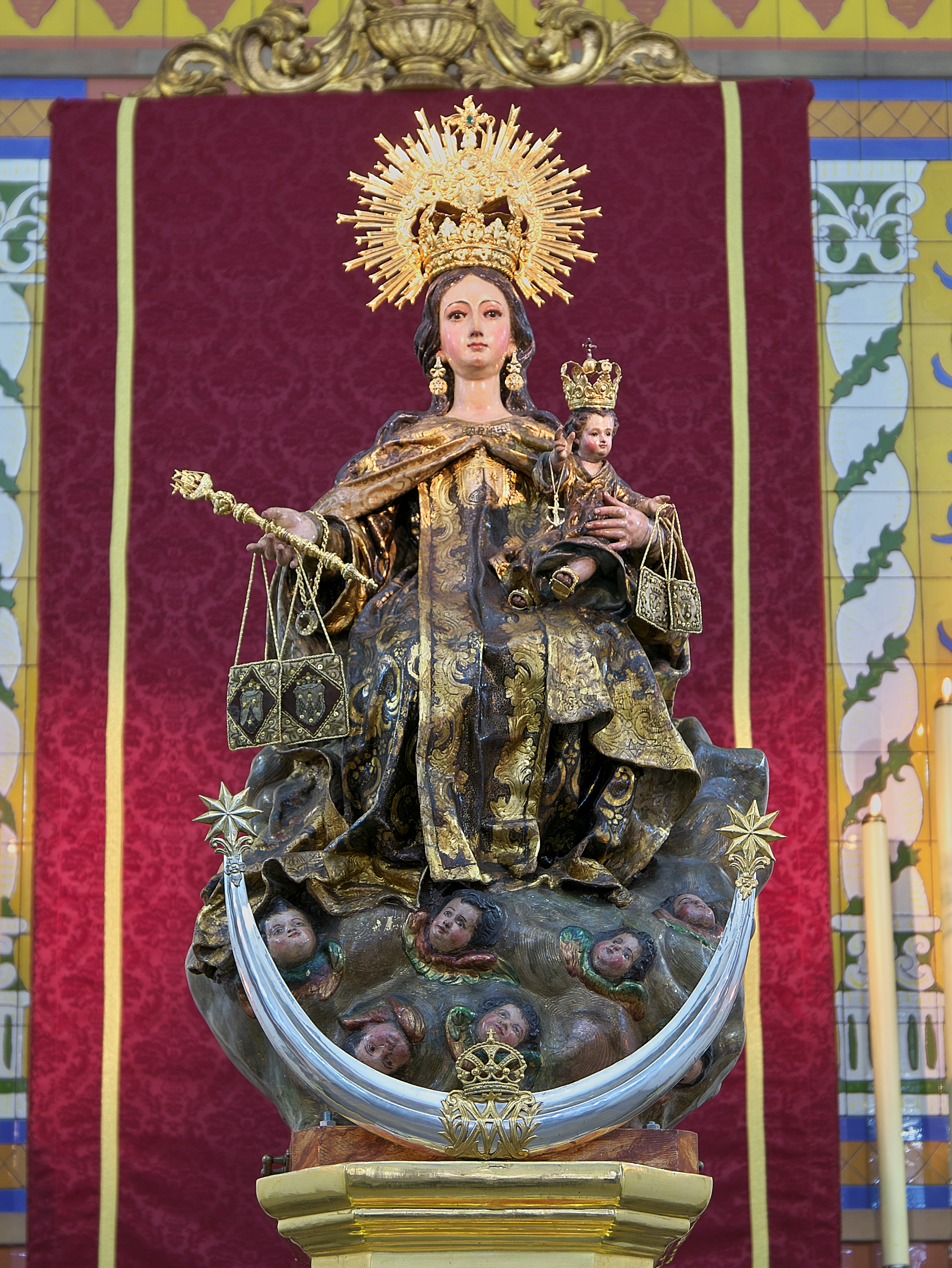
Virgen del Carmen. Capilla de la Santa Cruz del Rodeo y Nuestra Señora del Carmen de la calle Calatrava.

- Trinidad, Nacimiento y Virgen del Rosario. Hermandad de Pasión. Iglesia del Salvador. Sevilla.[27]
- Tres Nacimientos. Colecciones particulares.[27]
- Nacimiento. Colección particular. Perdido.[27]
- Nacimiento, dos Niño Jesús, Buen Pastor, Visitación y Virgen de la Esperanza. Convento de Santa Paula. Sevilla.[27]
- Nacimiento y Piedad. Monasterio de Santa María la Real. Bormujos.[27]
- Inmaculada. Vestuario Capitular de la Catedral de Sevilla.[27]
- Inmaculada. Colección particular.[27]
- Inmaculada y San José de la Hermandad de las Maravillas y San Juan Bautista. Iglesia de San Juan de Palma. Desaparecidos.[27]
- Inmaculada. Convento del Valle. Desaparecida.[27]
- Virgen del Rosario. Iglesia de la Magdalena. Sevilla.[27]
- Virgen del Rosario. Hospital de la Caridad. Sevilla. Desaparecida.[27]
- Virgen del Carmen, Virgen Dolorosa y San José. Capilla de la Santa Cruz del Rodeo y Nuestra Señora del Carmen de la calle Calatrava. Sevilla.[27]
- Virgen del Carmen y Virgen Dolorosa. Iglesia del Salvador. Sevilla.[27]
- Virgen del Carmen y San Simón Stock. Iglesia de San Antonio Abad. Sevilla. Desaparecidos.[27]
- Divina Pastora. Clausura del Convento de los Capuchinos. Sevilla.[27]
- Divina Pastora. Capilla de Nuestra Señora de los Remedios. El Coronil.[27]
- Virgen Dolorosa. Iglesia de Santa Catalina. Sevilla.[27]
- Virgen Dolorosa. Casa Hermandad de Jesús Nazareno. Sevilla.[27]
- Virgen Dolorosa. Colección particular.[27]
- Virgen Dolorosa. Iglesia de San Andrés. Sevilla.[27]
- Virgen Dolorosa. Capilla del Palacio de San Temo.[27]
- Virgen Dolorosa. Iglesia de Santiago. Alcalá de Guadaíra.[27]
- Virgen de la Soledad. Hermandad de la Soledad. Iglesia de Nuestra Señora de Gracia. Camas.[27]
- Virgen de la Presentación. Hermandad del Calvario. Fue reformada en 1820 por Juan de Astorga.[28]
- Virgen del Patrocinio. Hermandad del Cachorro. Perdida en un incendio en 1973.[28]
- Virgen Dolorosa y San Juan. Colección particular.[27]
- Piedad. Iglesia de San Ildefonso. Sevilla.[27]
- Piedad. Convento de la Encarnación. Sevilla.[27]
- Piedad. Iglesia de Santa María la Blanca. Sevilla.[27]
- Inmaculada y San Miguel. Convento de Santa Rosalía. Sevilla.[27]
- San Rafael y San Isidro Labrador. Iglesia de Omnium Sanctorum. Sevilla. Perdidos en el incendio de la iglesia en 1936.[28]
- Ángeles. Iglesia de San Gil. Sevilla. Desaparecidos.[28]
- Ángeles y arcángeles. Hermandad de Nuestra Señora de la Salud. Iglesia de San Isidoro. Sevilla. Desaparecidos[28].
- San Juan Bautista. Colección particular.[28]
- San Cayetano. Iglesia de San Bernardo. Sevilla. Desaparecido.[28]
- San Antonio de Padua. Capilla de la Vera Cruz. Albaida del Aljarafe.[28]
- La Fe, la Esperanza y al Caridad. Colección particular.[28]
- Virgen de la Soledad. Parroquia de San Andrés. Encinasola.[29]
- Dolorosa. Parroquia de Nuestra Señora de las Mercedes y Santa Genoveva. Sevilla.[29]
- Dolorosa. Convento de Santa Isabel. Sevilla.[29]

### Otras atribuciones o del círculo del escultor fechadas
- 1770. Virgen de la Concepción. Colección particular.[30]
- 1796. Virgen del Carmen. Iglesia de Nuestra Señora de la Granada. Guillena.[30]

### Atribuciones o del círculo del escultor sin fecha conocida
- Virgen Dolorosa. Iglesia de Santa María. Buniel.[31]
- Virgen Dolorosa. Iglesia de la Asunción. Ajamil de Cameros.[31]
- Virgen Dolorosa. Museo Nacional de Escultura. Valladolid.[31]
- Nacimiento. Museo Carmelitano de la Provincia Bética, anexo a la Basílica de Nuestra Señora del Carmen. Jerez de la Frontera.[17]
- Virgen Dolorosa. Capilla del Colegio de Nuestra Señora del Rosario. Jerez de la Frontera.[17]
- Dos Niño Jesús. Convento de San José. Sanlúcar la Mayor.[32]
- Dos Niño Jesús. Colecciones particulares.[32]
- Jesús Nazareno. Colección particular.[32]
- Inmaculada. Convento de la Asunción. Sevilla.[32]
- Virgen del Carmen. Iglesia de San Pedro. Sevilla.[32]
- Virgen del Carmen. Iglesia de San Andrés. Sevilla.[32]
- Sagrado Corazón de Jesús e Inmaculado Corazón de María. Iglesia de San Pedro. Sevilla. El Sagrado Corazón de Jesús ha desaparecido.[32]
- Virgen de un Nacimiento. Colección particular.[32]
- Virgen Dolorosa. Convento de la Encarnación. Sevilla.[32]
- Virgen Dolorosa. Capilla de San José de la Catedral de Sevilla.[32]
- Dos Vírgenes Dolorosas. Colecciones particulares.[32]
- Virgen Dolorosa. Escuela de Cristo. Sevilla.[32]
- Virgen, Magdalena y San Juan. Iglesia de la Inmaculada Concepción. Gerena.[32]
- Piedad. Convento de Santa Rosalía. Sevilla.[32]
- San Joaquín. Iglesia de la Magdalena. Sevilla.[32]
- San Pedro. Colección particular.[32]
- Dolorosa. Convento de las Hermanas de la Cruz. La Palma del Condado.[29]